# 2009-es szlovákiai elnökválasztás
A 2009-es szlovákiai elnökválasztás első fordulóját március 21-én, a másodikat április 4-én tartották. Ez volt a harmadik alkalom, hogy a szlovák állampolgárok maguk szavazhattak az államfő kilétéről. A jelöltek közül az első fordulóban senki sem érte el az abszolút többséget, így egy második fordulót is tartottak, ebben a fordulóban a két legtöbb szavazatot kapott jelölt,  Ivan Gašparovič, az akkori szlovák elnök, és az ellenzéki Iveta Radičová szerepelt. Közülük 55,53%-kal Ivan Gašparovič lett a győztes, így ő lett az első szlovák elnök, aki két terminusban lesz államfő.

## A jelöltek
Az első fordulóban hét jelölt versengett:
- Ivan Gašparovič – korábbi elnök, a Smer és a Szlovák Nemzeti Párt jelöltje
- Iveta Radičová – a Szlovák Kereszténydemokrata Unió – Demokrata Párt jelöltje
- František Mikloško – a Szlovák Konzervatív Demokraták jelöltje
- Zuzana Martináková – a Szabad Fórum jelöltje
- Milan Melník – független jelölt, a Demokratikus Szlovákiáért Mozgalom támogatottja
- Milan Sidor – független jelölt, a Szlovák Kommunista Párt támogatottja
- Dagmara Bollová – független jelölt, a Szlovák Kommunista Párt korábbi tagja

A második fordulóba Gašparovič és Radičová jutott.

## Eredmények
|                                         | 1. forduló | 1. forduló | 2. forduló | 2. forduló |
| --------------------------------------- | ---------- | ---------- | ---------- | ---------- |
| Részvétel                               | 1 893 439  | 43,63%     | 2 242 162  | 51,67%     |
| Jelöltek (támogatók)                    | Szavazatok | %          | Szavazatok | %          |
| Ivan Gašparovič (Smer, SNS)             | 876 061    | 46,71      | 1 234 787  | 55,53      |
| Iveta Radičová (SDKÚ–DS, MKP, KDH, OKS) | 713 735    | 38,05      | 988 808    | 44,47      |
| František Mikloško (KDS)                | 101 573    | 5,42       | —          | —          |
| Zuzana Martináková (SF)                 | 96 035     | 5,12       | —          | —          |
| Milan Melník (HZD)                      | 45 985     | 2,45       | —          | —          |
| Dagmara Bollová (független)             | 21 378     | 1,14       | —          | —          |
| Milan Sidor (KSS)                       | 20 862     | 1,11       | —          | —          |
| Összes érvényes szavazat                | 1 875 629  | 100,00     | 2 223 595  | 100,00     |

## Külső hivatkozások
- Gasparovic nyerte a szlovák elnökválasztást – Index, 2009. április 5.